# Casaloldo

Wappen der Grafen Casalodi

Casaloldo ist eine norditalienische Gemeinde (comune) mit 2587 Einwohnern (Stand 31. Dezember 2023) in der Provinz Mantua in der Lombardei. Die Gemeinde liegt etwa 27 Kilometer westnordwestlich von Mantua am Tartaro.

## Geschichte
Seit der Bronzezeit ist das Gebiet besiedelt. Die erste sichere Erwähnung des Ortes datiert auf das Jahr 964. Im Mittelalter war die – Ende des 11. bis Anfang des 12. Jahrhunderts erbaute – Burg der Sitz der Grafen von Casalodi, eines von zahlreichen Seitenzweigen der Grafen Ugoni-Longhi. Seit der Gefolgschaft des Grafen Alberto I. Casaloldo (ca. 1165–1218/19) für Otto IV. unterstützten sie als Ghibellinen die deutschen Kaiser. Sie lebten überwiegend in Mantua, wo sie mit Filippo (ca. 1240–1303) auch einen Bischof stellten. In der zweiten Hälfte des 13. Jahrhunderts mussten sie sich ihren einstigen Vasallen, den Gonzaga, die zu Stadtherren von Mantua aufstiegen, unterwerfen. Die Familie ist um 1400 in Brescia ausgestorben. 
Von der einst auf einer Motte aus Holz und Erde errichteten Burg verbleibt nur ein steinerner Torturm aus dem 15. Jahrhundert, als die Stadt an die Republik Venedig kam.
Bei Casaloldo fand am 10. Mai 1509 eine Schlacht zwischen den Truppen des Markgrafen von Mantua, Gianfrancesco II. Gonzaga, und der Republik Venedig statt, als die Gonzaga sich der Stadt bemächtigen wollten.

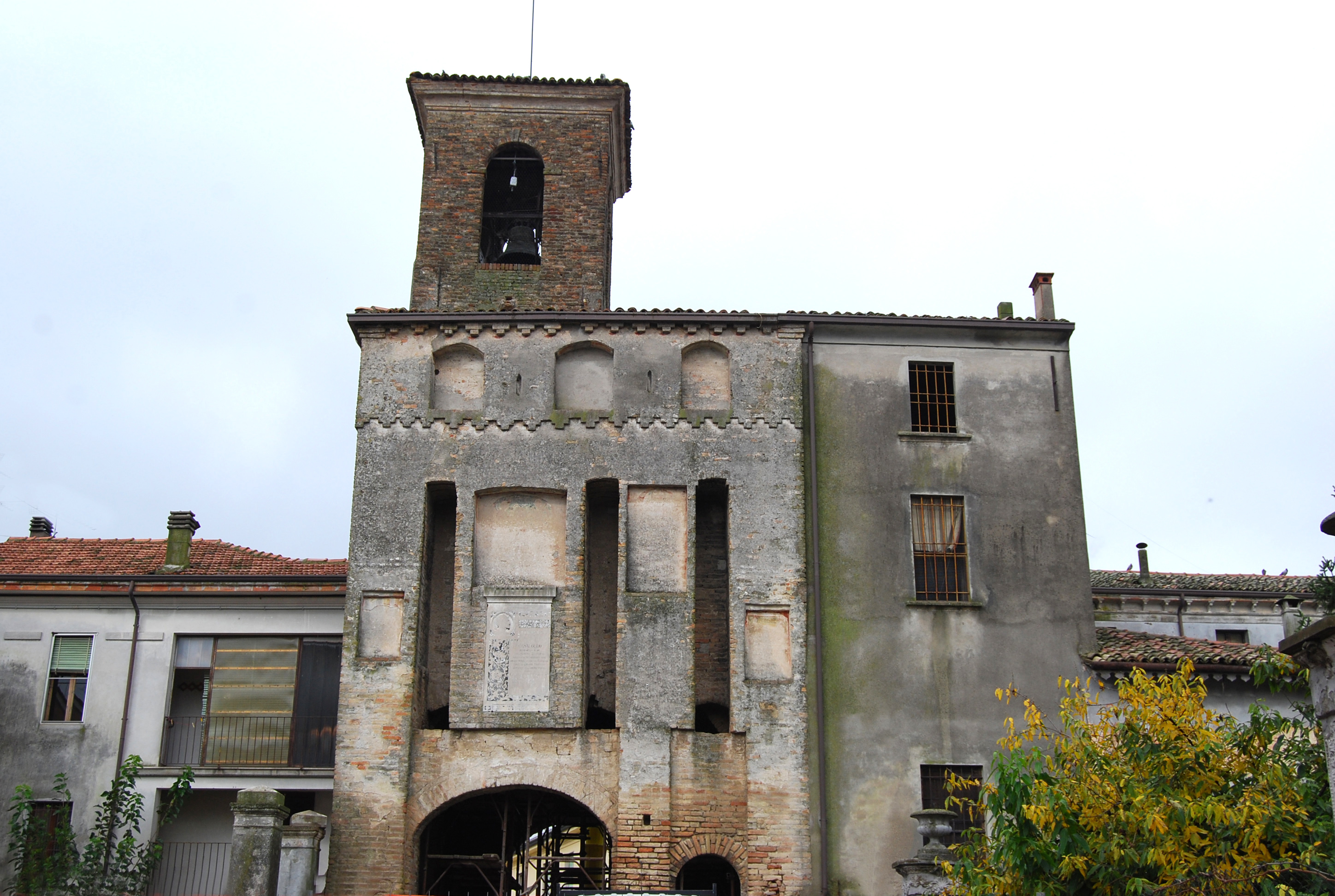
Überrest der Burg
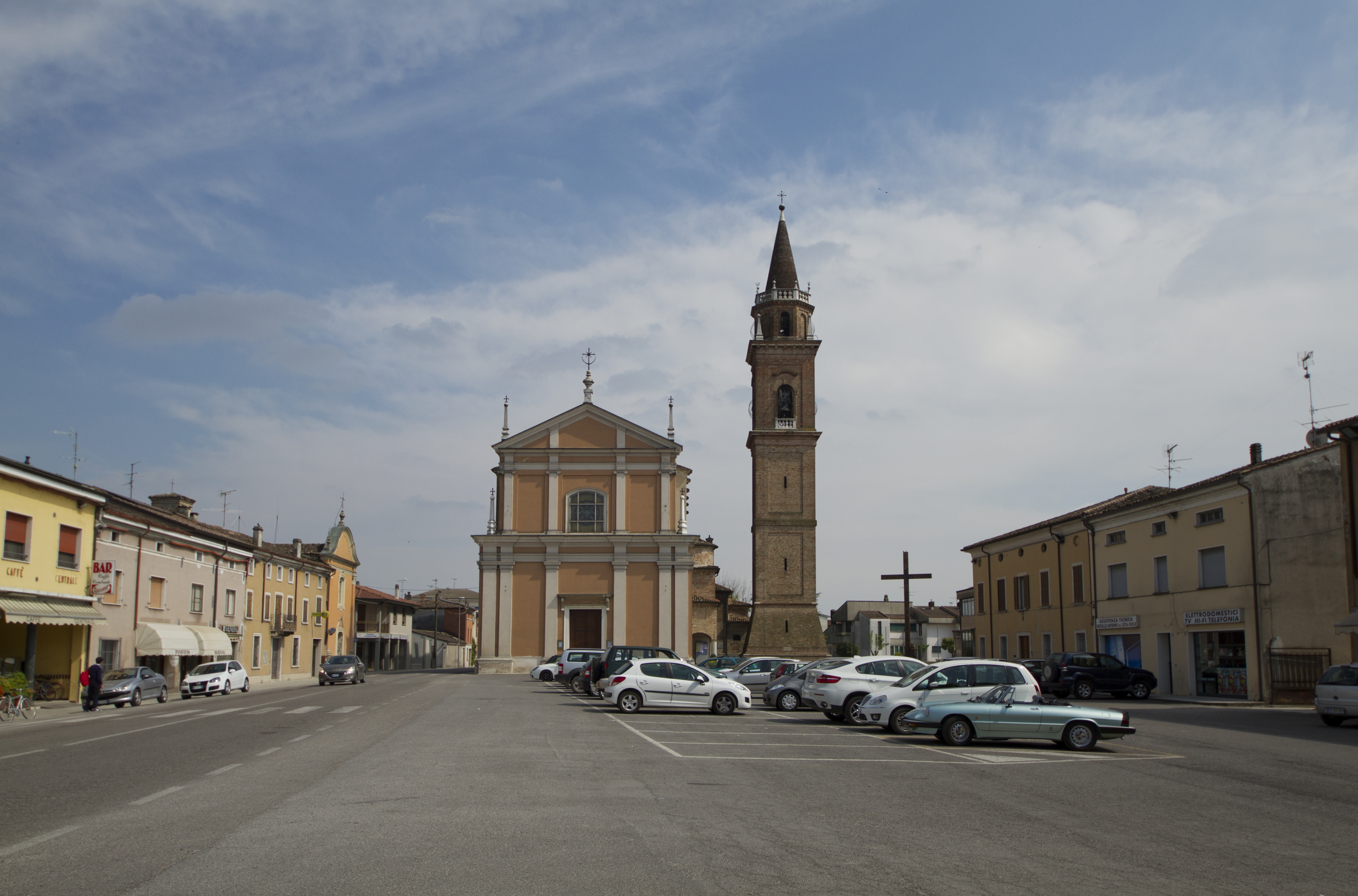
Die Kirche Beata Vergine Maria Assunta e Sant'Emiliano